# Shaun White
Shaun Roger White (San Diego, 3 settembre 1986) è un ex snowboarder e skater statunitense.
Noto a livello internazionale anche con i soprannomi di Animal (per la somiglianza ad un personaggio del Muppet Show) e The Flying Tomato per via della sua folta capigliatura rossa, ha ottenuto il titolo di campione olimpico nella specialità halfpipe a Torino 2006, Vancouver 2010 e Pyeongchang 2018.

## Biografia
Nacque con una grave malformazione cardiaca detta tetralogia di Fallot e nel suo primo anno di vita subì ben 2 interventi a cuore aperto. Nonostante queste difficoltà, crescendo risultò tutt'altro che fragile, e sin da giovanissimo praticò sport come il calcio, il surf e lo snowboard. All'età di 4 anni Shaun già gareggiava sugli sci con il fratello più grande. A 6 anni, nel tentativo di farlo rallentare, la madre lo mise su uno snowboard.
L'anno successivo partecipò alla sua prima competizione amatoriale, vincendola: come premio ricevette un invito ai campionati nazionali, dove si piazzò appena fuori dalla top 10. In quel periodo sua madre realizzò un video di suo figlio mentre praticava snowboard e lo spedì alla Burton. Con grande sorpresa Burton le rispose che, in concomitanza con il lancio di una nuova linea da snowboard per bambini, intendeva sponsorizzare suo figlio. Già all'età di 13 anni era un fenomeno.
Dopo aver vinto per 5 volte i Campionati Nazionali, ottenne la sua prima vittoria da professionista nel 2001 all'Arctic Challenge. Shaun vinse la sua prima medaglia agli X Games all'età di 16 anni e da allora ogni anno ha sempre vinto almeno una medaglia., al punto che il suo palmarès degli X Games tra skateboard e snowbard conta 16 medaglie, di cui ben 10 d'oro. Infatti mentre si stava affermando come ragazzo prodigio nello snowboard, decise di dedicarsi anche allo skateboard. Lo skater professionista Tony Hawk, conosciuto in uno skatepark locale, divenne il suo mentore e lo fece diventare uno skater professionista all'età di 17 anni.
Una delle sue rare occasioni fallite fu quella di non riuscirsi a qualificare per una manciata di punti ai Giochi olimpici invernali di Salt Lake City 2002. Nel 2003 Shaun diventò il primo atleta ad aver ottenuto una medaglia sia agli X Games invernali che estivi. Nel 2007 diventò campione assoluto all'Action Sports Tour Champion.
Nelle qualificazioni per le olimpiadi tenutesi a Torino 2006 non commise lo stesso errore, vincendo ben 12 gare in stagione e diventando il primo a vincere le 5 gare U.S. Grand Prix series necessarie per le qualificarsi ai Giochi. Nella gara olimpica era quasi fuori dai giochi dopo la prima fase con soli 37,7 punti, ma la sua seconda run, in cui totalizzò 45,3 punti, gli permise di accedere alla finale dove, con un punteggio record di 46,8 vinse la medaglia d'oro nell'halfpipe.
A 23 anni, per prepararsi al meglio per i giochi olimpici di Vancouver 2010, si è ritirato da quasi tutti gli eventi, concentrandosi sullo studio di nuove manovre grazie anche ad uno dei suoi sponsor, Red Bull, che gli mise a disposizione un super-pipe personale. Questo sessione di allenamento durata un mese prese il nome di Red Bull X-Project. Nella città canadese non ebbe rivali: alla sua prima run in finale ottenne un punteggio di 46,8 e nella seconda, con il titolo già assicurato, mostrò le sue evoluzioni (tra cui il Double McTwist 1260) ed ottenne il punteggio record di 48,4 (su un massimo di 50).
Dopo essere giunto solamente quarto ai giochi olimpici di Sochi 2014, ai giochi olimpici di PyeongChang 2018 vince il suo terzo titolo olimpico, sempre nell'halfpipe.
Ai giochi olimpici di Pechino 2022 arriva quarto, sempre nell'halfpipe. È stata la sua ultima partecipazione olimpica e sportiva in generale.

## Palmares

### Snowboard

#### Olimpiadi
- 3 medaglie:
  - 3 ori (halfpipe a Torino 2006, halfpipe a Vancouver 2010, halfpipe a Pyeongchang 2018)

#### Winter X Games
- 18 medaglie:
  - 13 ori (slopestyle e superpipe ad Aspen 2003, slopestyle ad Aspen 2004, slopestyle ad Aspen 2005, slopestyle e superpipe ad Aspen 2006, superpipe ad Aspen 2008, slopestyle e superpipe ad Aspen 2009, superpipe ad Aspen 2010, superpipe ad Aspen 2011, superpipe ad Aspen 2012, superpipe ad Aspen 2013)
  - 3 argenti (slopestyle e superpipe ad Aspen 2002, superpipe ad Aspen 2007)
  - 2 bronzi (slopestyle ad Aspen 2007, slopestyle ad Aspen 2008)

#### Winter X Games Europe
- 2 medaglie:
  - 2 ori (slopestyle e superpipe a Tignes 2012)

#### Coppa del Mondo
- 10 podi:
  - 6 vittorie
  - 1 secondo posto
  - 3 terzi posti

##### Coppa del Mondo - vittorie
| Data             | Località         | Paese         | Specialità |
| ---------------- | ---------------- | ------------- | ---------- |
| 5 marzo 2005     | Lake Placid      | Stati Uniti   | HP         |
| 14 febbraio 2009 | Cypress Mountain | Canada        | HP         |
| 26 agosto 2009   | Cardrona         | Nuova Zelanda | HP         |
| 1⁰ febbraio 2013 | Park City        | Stati Uniti   | HP         |
| 19 febbraio 2017 | Mammoth Mountain | Stati Uniti   | HP         |
| 13 gennaio 2018  | Snowmass         | Stati Uniti   | HP         |

Legenda:

HP = halfpipe

### Skateboard

#### X Games
- 6 medaglie:
  - 2 ori (vert a Los Angeles 2007, vert a Los Angeles 2011)
  - 2 argenti (vert a Los Angeles 2005, vert a Los Angeles 2010)
  - 1 bronzo (vert a Los Angeles 2008)

## Vita privata
La sua famiglia è composta da: la madre (Cathy), il padre (Roger), la sorella (Kary) e il fratello (Jesse); ha origini irlandesi ed italiane. Nel 2011 ha realizzato un piccolo cameo nel film Amici di letto con Justin Timberlake e Mila Kunis, dove ha interpretato sé stesso.
Shaun ha una linea di abbigliamento dedicata a lui: "The White Collection" prodotta da Burton. La linea è stata lanciata nel 2005 e dal 2008 ne esiste una variante femminile. Inoltre, insieme ad Oakley, da cui è sponsorizzato dal 1998, ha avuto la possibilità di co-disegnare un modello di occhiali da sole chiamati The Montefrio. Inoltre ci sono varie edizioni speciali di occhiali e maschere da neve a lui dedicate, sempre prodotte dalla casa californiana.
È entrata in commercio una linea di abbigliamento per giovani chiamata Shaun White 4 target disegnata in collaborazione con suo fratello Jesse. 
Dal 2020 ha una relazione con l'attrice Nina Dobrev.

## Videogame
I suoi successi sportivi hanno attirato molti sponsor intorno a lui, facendo sì che gli venissero dedicati tre videogiochi, tutti prodotti da Ubisoft. Il primo nel 2008, Shaun White Snowboarding: Road Trip, che ha ottenuto un inaspettato successo con più di 3 milioni di copie vendute.
Il secondo nel 2009: Shaun White Snowboarding: World Stage. Un terzo, uscito nel 2010, questa volta basato sullo skateboard: Shaun White Skateboarding.
Inoltre è presente come personaggio giocabile anche in un videogioco di snowboard, prodotto da Activision, uscito nel 2001: Shaun Palmer's Pro Snowboarder.

## Record personali
- Primo atleta ad ottenere una medaglia agli X Games sia nella versione invernale che estiva
- Primo a chiudere un back-to-back double cork
- L'unico skater ad aver chiuso un bodyvarial 540
- Primo a chiudere un CAB 720 melon grab sul vert in skateboard
- Detiene il record di punti ai Giochi olimpici in halfpipe, stabilito dapprima nel 2006 a Torino con 46,1 e portato poi nel 2010 a 48,4.
- Unico snowboarder ad aver ottenuto un punteggio di 100 in halfpipe, ai Winter X Games di Aspen 2012.

## Filmografia

### Film
- Amici di letto (Friends With Benefits), regia di Will Gluck (2011)
- Stretch - Guida o muori (Stretch),regia di Joe Carnahan (2014)

### Televisione
- Henry Danger - serie TV, episodio 4x07 (2018)